# 自由之声电台 (短波广播)
自由之声电台（：／；英文：Voice of Freedom）是针对的宗教广播。广播语言为语，用短波广播。

## 概况
该台主要由脱北者创办，于2008年4月24日开播，最初的廣播时间是20:00-22:30，使用频率为15755kHz。值得一提的是，该电台名称虽然与大韩民国国防部对朝鲜的广播自由之声电台名称相同，但在实际上是两个相互独立的电台，无任何关联。

## 收听频率
| 韩国标准时（KST） | 频率    |
| 12:00-14:00       | 6135kHz |
| 17:00-05:00       | 同上    |
| 06:00-09:00       | 同上    |

※韩国标准时＝UTC+9
- 频率自2015年12月至现在。